# Mezőköbölkút
Mezőköbölkút (románul Fântânița) falu Romániában, Beszterce-Naszód megyében.

## Fekvése
Besztercétől délre található. Mezőkecsed község része.

## Története
1297-ben Kubulkuth néven említik először. 1332-ben saját plébániatemploma volt. A templommal kapcsolatban ránk maradt egy 14. századi okirat, amelyben arról számolnak be, hogy az erdélyi vajda helyettese, Erdélyi István teljesen kirabolta. Ennek az esetnek a kapcsán említik, hogy a falu ekkor a gyulafehérvári székeskáptalan birtoka volt.
Katolikus lakossága a reformáció idején felvette a református vallást.
A trianoni békeszerződésig Kolozs vármegye Mezőörményesi járásához tartozott.

## Lakossága
1910-ben 910 lakosából 564 magyar, 328 román, 14 cigány, 4 német volt.
2002-ben 443 lakosa volt, ebből 290 magyar, 153 román.